# Burg Scharfenberg (Pfalz)
Burg Scharfenberg, volkstümlich auch Münz genannt, ist die Ruine einer mittelalterlichen Felsenburg im Pfälzerwald (Rheinland-Pfalz) und einer der drei Bestandteile der sogenannten Trifelsgruppe oberhalb der südpfälzischen Stadt Annweiler. Die Burg Scharfenberg ist als Denkmalzone eingestuft.

## Geographie
Die Höhenburg liegt auf der Waldgemarkung der Ortsgemeinde Leinsweiler in 477 m Höhe auf der felsigen Südostkuppe (485 m) des zweigipfligen Scharfenbergs, eines der typischen oben abgerundeten Felsenberge des Wasgaus, wie der Südteil des Pfälzerwalds auch genannt wird. Burg Scharfenberg sowie ihre Schwesterburgen Trifels und Anebos sind als Trifelsgruppe bekannt und gelten als Wahrzeichen von Annweiler, das sich unterhalb der drei Burgen in der Talaue der Queich ausbreitet.
Am Nordwesthang des Burgbergs bzw. auf dem Bergsattel zur Burg Anebos hin liegen die Burgställe Münzfels (auch Has, etwa 442 m, ⊙) und Fensterfels (etwa 418 m, ⊙).

## Anlage
Weithin sichtbares Kennzeichen der Burg ist ein 20 m hoher Bergfried in der Oberburg, der mit Buckelquadern aus der Stauferzeit ummantelt ist. In der Unterburg sind noch Teile des Brunnenturms und der Ringmauer zu sehen.

## Geschichte

### Chronik
Erbaut wurde Burg Scharfenberg in der ersten Hälfte des 12. Jahrhunderts unter dem staufischen König Konrad III., der 1152 starb. Sie diente zunächst wohl als Staatsgefängnis. Nach ihren späteren Eigentümern, einer Ministerialenfamilie, wurde sie Scharfenberg genannt und war zu Beginn des 13. Jahrhunderts Stammsitz des bedeutendsten Vertreters dieses Geschlechts, des Bischofs von Speyer und Kanzlers des Reiches, Konrad III. von Scharfenberg. Seit ihrer Zerstörung während des Bauernkriegs im Jahr 1525 ist die Burg Ruine. Zuletzt wurden zwischen März 2021 und Oktober 2024 im Auftrag des Landes Rheinland-Pfalz für rund 2,5 Millionen Euro umfangreiche Sicherungs- und Sanierungsarbeiten an der Anlage durchgeführt.

### Volkstümlicher Name
Der volkstümliche Name „Münz“ wird oft auf das Münzrecht bezogen, das Annweiler 1219 zusammen mit den Stadtrechten verliehen wurde. Mit dieser Begründung wird dann gemutmaßt, dass die Stadt auf der Burg ihre Münzen geprägt habe. Dies wäre jedoch wegen der räumlichen Entfernung und der Abgeschiedenheit sehr umständlich und risikoreich gewesen. Der Name lässt sich vielmehr von lateinisch munitio ableiten, was Festung oder Bollwerk bedeutet. Ähnlich ist es bei vielen anderen Gebäuden der Pfalz, die diesen Namen tragen, ohne dass sie mit einer Münzstätte in Verbindung gebracht werden können.

## Verkehr
Aus dem westlichen Bereich von Annweiler führt die Kreisstraße 2 zunächst nach Süden, dann nach Osten und schließt am Ende in einer Schleife den Burgberg der Burgen Scharfenberg und Anebos ein.
Die Burg selbst ist nur fußläufig zu erreichen. Der Pfälzer Weinsteig führt in geringer Entfernung westlich an ihr vorbei.